# Lobophytum hirsutum
Lobophytum hirsutum är en korallart som beskrevs av Tixier-Durivault 1956. Lobophytum hirsutum ingår i släktet Lobophytum och familjen läderkoraller. Inga underarter finns listade i Catalogue of Life.